# Mallerenga cap de foc
La mallerenga cap de foc o teixidor cap de foc (Cephalopyrus flammiceps) és una espècie d'ocell de la família dels pàridss (Paridae) i única espècie del gènere Cephalopyrus (Bonaparte, 1854).

## Hàbitat i distribució
Prefereix els boscos tropicals temperats i els boscos mixtos de fulla caduca amb roures, avellaners, oms i nogueres, just per sota del cinturó de coníferes. Habita boscos de les muntanyes del nord del Pakistan, nord de l'Índia, sud-est del Tibet, sud-oest de la Xina, nord-oest de Tailàndia i nord de Laos.
La nidació té lloc a diferents alçades depenent de la regió. Al Pakistan, els nius estan entre 1800 i 2600 metres d'alçada, al nord-oest de l'Índia a partir dels 1800 fins als 3500 metres d'alçada, i al Nepal des de 2135 fins a 3000 metres d'alçada. Les poblacions a l'Himàlaia oriental passen el període de novembre a maig al sud de Sikkim, entre 300 i 1400 metres d'alçada. Durant l'hivern també es troben als boscos de fulla perenne i de fulla ampla a Tailàndia.

## Taxonomia
Si bé ha estat inclòs a la família dels remízids (Remizidae), avui es considera una línia basal dels pàrids. Aquesta classificació no va ser del tot acceptada, ja que aquesta espècie nia en buits d'arbres, tal com ho fan els veritables pàrids, per la qual cosa se la va integrar a la família Paridae. Així mateix, pon ous blaus, igual que el teixidor capgroc (Auriparus flaviceps). Tot i això, la seva petita boca i el seu so són típics d'un teixidor.

## Descripció

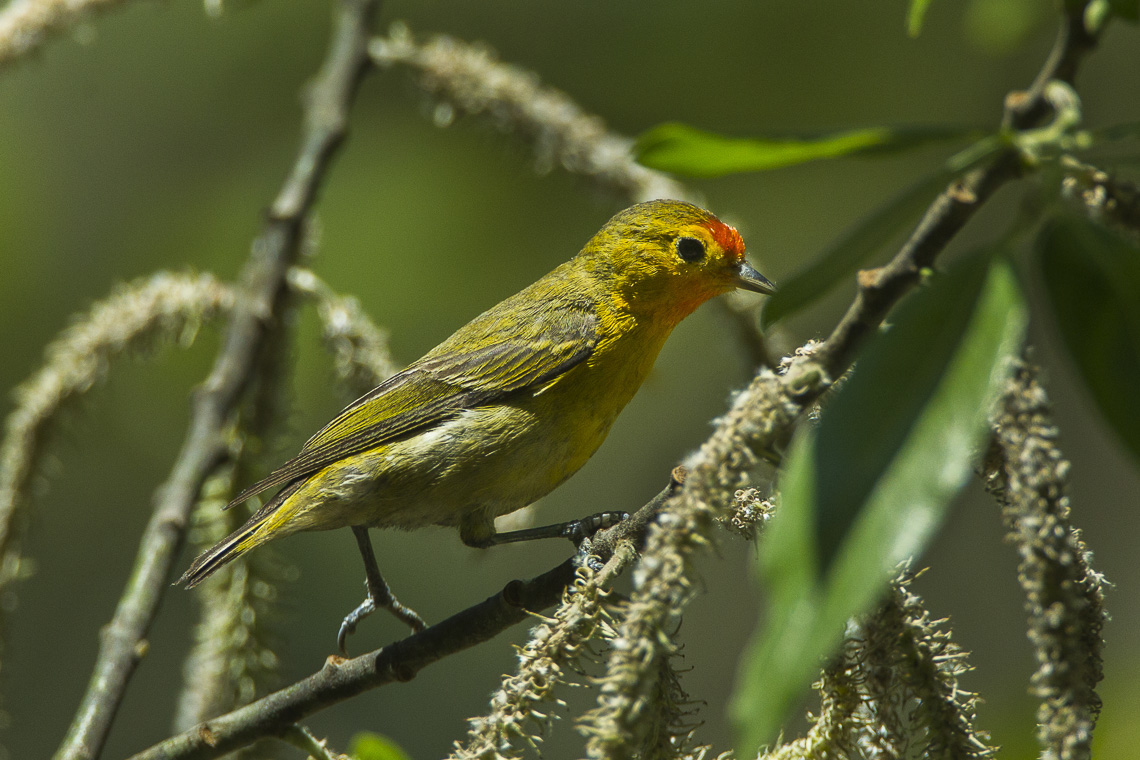
Mallerenga cap de foc, Bhutan.

### Mascle
Fora de la temporada de reproducció (setembre-gener), el color del cap és marró oliva fosc, amb una vora de color verd oliva groguenc. Les parts superiors són de color groguenc a verd oliva. La part posterior és de color groguenc a oliva groc-daurat. Les plomes més llargues de la cua són de color gris fosc. La cua és oliva marró fosc, totes les plomes tenen puntes blanques. Les ales són del mateix color que la cua, però amb una vora oliva-groguenca. La gola és de color blanc. El pit, el ventre i els flancs són de color groc llimona, que contrasta amb el gris de les posteriors, la zona anal i la part inferior de la cua.
Durant la temporada de reproducció (febrer-juliol), el mascle té un lleuger to taronja-escarlata a la cresta. La cella i zona al voltant dels ulls és color groc daurat tenyit de vermell. Les galtes, les coberteres de l'oïda i els costats del coll són de color groc oliva. La barbeta i la gola superior són crom ataronjat, fonent-se al pit de color groc daurat. Els costats del pit i les parts superiors són de color groc-oliva. Els flancs del darrere i el ventre són de color groc pàl·lid. Les puntes de les plomes de la cua i les ales són de color blanc. Les potes són blau-gris fosc. Les cobertores sota les ales són de color blanc amb extrems grocs.

### Femella
Fora de la temporada de reproducció, la femella no és molt diferent del mascle, encara que les parts superiors (incloent-hi les galtes, el front i els costats del coll) són de color gris-verd oliva. La barbeta i la gola són gris blanquinós, integrat al gris mat de la resta de les parts inferiors. El pit és oliva de tonalitat groguenca, els costats superior i el ventre es tenyeixen de color groc pàl·lid. L'axil·lar i la part inferior de les ales són de color gris.
La part superior de la barbeta, i el pit gola, són groc oliva intens, a més del ventre i la zona anal que són groc blanquinós.

### Ous
Els ous són d'un color blau-verd opac.

### Sons
La crida inclou un agut però ampli i desigual "tsit-tsit-tsit-tsit" a intervals irregulars.
Per al contacte, la cridaés un "whitoo-whitoo" suau i baix.
Quan el mascle vola o es troba en un punt alt, comença a cantar. El cant dura uns quants minuts. Consisteix en una sèrie de ràpides notes altes, formant frases ben construïdes: "pit'su-pit'su-pit'su-pit'su".

## Comportament
La mallerenga cap de foc és sempre activa, donant petits cops d'ala com un tallarol. És una reminiscència de la petita mallerenga modesta (Sylviparus modestus). Durant la migració i a l'hivern, en general es troben en petits estols, arribant a formar grups de fins a 100 individus. Molts cops volen per sobre de turons clars, són monotípic, però de vegades s'uneixen a esbarts mixtes per a la recol·lecció.
El vol és potent com el dels pinsans. Busca l'aliment als grans arbres, però també de vegades als arbustos prop del terra. És més aviat àgil, adoptant posicions acrobàtiques, cap per vall o lliscament al llarg de les branques verticals com els lloros. Aquest ocell és capaç d'obrir les fulles enrotllades amb el bec com els estornells i sostenir-lo amb el peu.

### Alimentació
S'alimenta principalment d'insectes, encara que també consumeix fulles, flors, brots i probablement pol·len i saba. Captura les preses amb els peus. Obre els insectes grossos i els buida l'interior, la resta ho rebutja. Aquesta pràctica és força similar a la d'altres ocells, però a diferència d'ells, no esquartera la presa en trossos petits (com l'escorxador comú).

### Nidació
La temporada de nidificació s'estén des de principis d'abril fins a mitjans de juny. El niu és construït en un buit dins d'un tronc o una branca grossa. Prefereix cavitats amb l'entrada protegida per una branca o una cicatriu. En general, utilitza les cavitats naturals, però sovint es fa càrrec d'un niu de picot abandonat. De tant en tant, excava un forat en una branca podrida. El niu, en general és a d'entre 6 i 12 metres per sobre del terra, sovint és molt difícil de detectar. El niu és en si un recipient construït d'herba seca, arrels i de vegades algunes plomes. S'alinea amb herbes fines i plomes. El construeix la femella, mentre que el mascle protegeix el territori. El període d'incubació és desconegut. Si la femella es pertorba, tracta de dissuadir els intrusos mitjançant l'inflat de les plomes i fent sons xiulants. No se sap si el mascle participa a la incubació. Els joves són alimentats pels dos pares. La femella s'encarrega del manteniment i la neteja del niu.